# Out of Our Minds (EP)
Out of Our Minds è il secondo EP di Melissa Auf der Maur musicista canadese di rock alternativo, pubblicato il 7 dicembre 2009.
Contiene tre brani: Out of Our Minds, Lead Horse e 22 Below in seguito inclusi nell'omonimo album.
Prodotto dalla Auf der Maur e da Jordon Zadorozny, è stato realizzato in due differenti formati, come download digitale e CD.

## Tracce
CD promo CA
1. Out of Our Minds – 4:32 (Auf der Maur, Zadorozny, Nudo)
2. Lead Horse – 3:48 (Auf der Maur, Zadorozny, Nudo)
3. 22 Below – 4:15 (Auf der Maur, Goss)

## Formazione
Hanno partecipato alle registrazioni, secondo le note dell'album:

### Musicisti
- Melissa Auf der Maur – voce (1,3), basso, tastiere (1,2)
- Jordon Zadorozny – chitarra (1,2)
- Chris Sorensen – chitarra, tastiera (3)
- Adam Tymn – chitarra (3)
- John Mc Chan – batteria (3)
- Vince Nudo – batteria, chitarra (1,2)

### Tecnici
- Melissa Auf der Maur – produzione
- Jordon Zadorozny – produzione
- Alan Moulder – missaggio (1)
- Edmund P. Monsef – missaggio (2)
- Mike Fraser – missaggio (3)
- Ryan Morey – mastering